# Lerchenberggymnasium Altenburg
Das Lerchenberggymnasium in Altenburg ist ein staatliches Gymnasium. Es wurde 1964 als Polytechnische Oberschule (POS) gegründet und besteht seit 1991 in der heutigen Schulform. Zurzeit wird es von rund 620 Schülern besucht.

## Geschichte
Anfang der 1960er Jahre plante man den Bau einer neuen Polytechnischen Oberschule auf dem Lerchenberg. 1962 begannen die Arbeiten und im darauffolgenden Jahr wurde der Rohbau beendet. Im September 1964 wurde der Schulbetrieb aufgenommen, obwohl noch nicht alle Nebengebäude fertiggestellt waren und auch das Außengelände teilweise einem Bauplatz glich. Die Kosten für den Bau betrugen 2 Millionen Mark – davon wurden 130.000 Mark im Rahmen des Nationalen Aufbauwerkes erbracht. Im Schulkomplex befanden sich 20 Klassenräume und mehrere Fachunterrichtsräume für alle erforderlichen Bereiche. Für den Sportunterricht standen eine moderne Turnhalle und Außenanlagen zur Verfügung. Im Hort konnten 150 Schüler in sechs Horträumen betreut werden, außerdem wurde für die Freizeitgestaltung der Hortgarten genutzt. Der Schulgarten war nicht nur ein Teil des Biologieunterrichts, sondern gleichzeitig auch Nutzgarten, denn der Anbau von Gemüse ermöglichte der Schulküche einen abwechslungsreichen Speiseplan. Die Schulspeisung wurde täglich frisch gekocht und jeder Schüler bekam für ein Entgelt von 55 Pfennig ein Essen. Die anfängliche Schülerzahl betrug 700, die der Lehrer 45.
Nach der deutschen Wiedervereinigung änderte sie 1991 ihre Schulform und wurde in ein Gymnasium überführt, wobei 1993 der erste Jahrgang mit Abitur die Schule verließ. Im Jahr 2011 feierte sie somit ihr 20-jähriges Bestehen.

## Gebäude und Gelände
Das Schulgelände befindet sich in einem Wohngebiet etwas nördlich des Stadtzentrums. Das Schulgebäude besteht aus einem Hauptgebäude, in dem die Mehrheit der Klassen- und Fachräume untergebracht sind, einer Turnhalle und einem Seitengebäude, in dem sich weitere Klassenzimmer befinden. Alle Gebäudeteile sind miteinander verbunden. Auf dem Gelände befinden sich ein Parkplatz für Lehrer, ein grünes Klassenzimmer, ein Bolzplatz sowie mehrere Tischtennisplatten.

## Schulform
Die Schule ist ein staatliches Gymnasium. Zusätzliche Finanzierung erhält sie durch Spenden sowie den Förderverein Verein der Freunde und Förderer des Lerchenberggymnasiums e. V.

## Schulkonzept
- sprachliches Profil
- Ganztagsbetreuung bis ca. 16.00 Uhr
- Informatikausbildung in allen Klassenstufen
- Hausaufgabenerledigung mit Betreuung in der Schule

## Pädagogische Arbeit, Ausstattung und Angebote
Ab Klassenstufe 5 wird neben Englisch als 1. Fremdsprache, Französisch als 2. Fremdsprache unterrichtet, was ab Klasse 7 durch Russisch, Latein oder Spanisch ergänzt werden kann. Außerdem finden Schüleraustausche mit verschiedenen Ländern, wie Polen und Norwegen, Sprachreisen nach England und in Klasse 11 eine Studienfahrt statt.
Neben 2 modern ausgestatteten Informatikkabinetten ist es möglich, Beamer und Laptop für die Präsentation von Referaten und Vorträgen im Sekretariat auszuleihen. Auch eine Bibliothek, in der Fachliteratur zum Nachforschen ausgeliehen werden kann und in der sich ebenfalls Computer zur Hausaufgabenerledigung befinden, steht zur Verfügung.
Von Schülern organisierte Projekte sind unter anderem der Schülerrat, eine Theatergruppe und die Mitgestaltung des Jahrbuchs.

### Erfolge
Jedes Jahr nehmen Schüler an dem Wettbewerb Jugend forscht teil. 2010 belegten 10 Schüler mit 5 Arbeiten zweimal den ersten, einmal den zweiten und zweimal den dritten Platz, womit alle Teilnehmer des Lerchenberggymnasiums platziert wurden. Ein Schüler nahm sogar am Landeswettbewerb in Jena und am Bundeswettbewerb in Essen teil.